# Vicente Llobet Tomás
Vicente Llobet Tomás (Valencia, 21 de agosto de 1788-Valencia, 10 de septiembre de 1834) fue un médico y catedrático universitario español, destacado en sus estudios sobre anatomía.

## Biografía
Cursó los estudios universitarios en la Universidad de Valencia donde obtuvo el bachiller en Filosofía en 1805 y el de Medicina en 1811 con las mejores calificaciones. Durante la ocupación francesa, dado que se habían suspendido las reválidas con las que obtener el título de médico, fue habilitado en el segundo ejército como médico del hospital militar, puesto que desempeñó entre 1812 y 1814. El 23 de diciembre de ese mismo año consiguió el doctorado en Medicina. Ya en 1813 había ocupado la regencia temporal de las cátedras de Fisiología y Patología en la universidad valenciana, para pasar después a ser profesor sustituto de Anatomía y, tras el fallecimiento en 1817 del titular de dicha cátedra, Jaime Albiol, ocupó la regencia de la misma hasta 1824. Además, también desde 1814, fue disector anatómico de la Facultad de Medicina, ocupando a un tiempo la formación académica de la materia y la práctica. Llobet impulsó de forma decisiva los estudios de anatomía humana en la Universidad de Valencia hasta crear un gabinete ampliamente dotado y en donde acudían no solo los estudiantes, sino también médicos de toda Europa. En 1824, el fin del Trienio Liberal dio paso a la restauración del absolutismo por Fernando VII y a la depuración de una parte sustancial del profesorado universitario. Vicente Llobet debió abandonar su trabajo y le sustituyó Antonio Michavila Bernal, que terminó por ocupar la cátedra cuatro años después. De nuevo en la universidad en 1828, Llobet no pudo volver a las clases de anatomía y debió esperar al fallecimiento de Michavila para ocupar de nuevo la regencia (1832) y obtener ya la cátedra pocos meses antes de fallecer como consecuencia de la primera epidemia de cólera que asoló Valencia.
Fue autor de un Tratado completo de anatomía general y descriptiva, miembro de la Real Academia de Medicina de la ciudad de Murcia y de la Real Academia de Medicina de Valencia, donde además ocupó la presidencia poco antes de morir.